# Луїза Фредеріка Вюртемберзька
Луїза Фредеріка Вюртемберзька (нім. Louise Friederike von Württemberg, 3 лютого 1722 — 2 серпня 1791) — вюртемберзька принцеса, донька спадкоємного принца Вюртембергу Фрідріха Людвіга та Генрієтти Марії Бранденбург-Шведтської, дружина герцога Мекленбург-Шверіну Фрідріха.

## Біографія
Народилась 3 лютого 1722 року у Штутгарті. Була другою дитиною та єдиною донькою в родині спадкоємного принца Вюртембергу Фрідріха Людвіга та його дружини Генрієтти Марії Бранденбург-Шведтської. Старший брат помер немовлям до її народження. Вюртембергом правив дід принцеси — Ебергард Людвіг.
У 9 років втратила батька. Після смерті Ебергарда Людвіга у 1733 році, герцогом Вюртембергу став Карл Александр Віннентальський, що походив з бічної гілки Вюртемберзького дому.

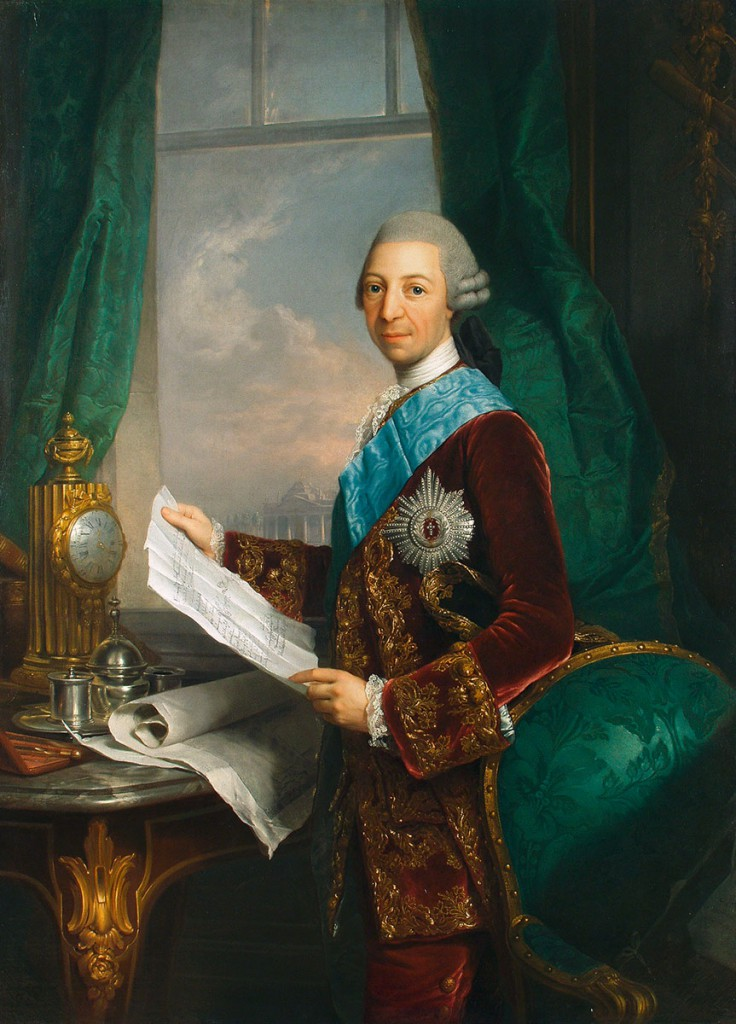
Портрет Фрідріха Мекленбурзького

У 24-річному віці була видана заміж за 28-річного мекленбурзького принца Фрідріха. Весілля відбулося 2 березня 1746 року у Шведтському замку. Наречений був м'якою, благочесною, доброзичливою людиною. Дітей у подружжя не було.
У 1756 році Фрідріх успадкував престол Мекленбург-Шверіну. Був відомий як справедливий правитель. 
Невдовзі після початку його правління країна була втягнена у Семирічну війну. У 1761—1764 роках резиденцією двору був Hoghehus у Любеку. Також на початку 1760-х років був придбаний будинок у Гамбурзі, де Луїза Фредеріка проводила надалі кожне літо.
У 1764 році столиця герцогства була перенесена до Людвігслюсту. Будівництво місцевого палацу було завершено лише у 1776 році.
У квітні 1785 року Фрідріх пішов з життя. Луїза Фредеріка оселилася у своїй удовиній резиденції — Ростокському палаці.
Пішла з життя 2 серпня 1791 року у Гамбурзі. Була похована у замковій кірсі Людвігслюсту.

## Нагороди
- Великий хрест ордену Святої Катерини (Російська імперія) (1776)